# Fiat A.54
Il Fiat A.54 era un motore aeronautico radiale 7 cilindri raffreddato ad aria, prodotto dall'azienda italiana Fiat Aviazione negli anni trenta destinato ad equipaggiare alcuni aerei leggeri del periodo.

## Velivoli utilizzatori
(lista parziale)
 Italia
- Caproni Ca.100
- Fiat G.2/4
- Fiat G.8
- Magni J.6
- SAI Ambrosini 1
- SAI Ambrosini 2
- Savoia-Marchetti S.56
- Nuvoli N.5Cab